# Phyllopsora bibula
Phyllopsora bibula är en lavart som först beskrevs av Taylor, och fick sitt nu gällande namn av Swinscow & Krog. Phyllopsora bibula ingår i släktet Phyllopsora och familjen Ramalinaceae.   Inga underarter finns listade i Catalogue of Life.